# بازی تاج‌وتخت (بازی رومیزی)
بازی تاج و تخت (انگلیسی: A Game of Thrones) یک بازی رومیزی بر پایهٔ استراتژیک می‌باشد که توسط کریستسن تی. پترسن ساخته و توسط فانتزی فلایت گیمز در سال ۲۰۰۳ منتشر گردید. این بازی بر اساس سریال فانتزی ترانه یخ و آتش از جرج آر. آر. مارتین ساخته شده. در سال ۲۰۰۴ دنباله‌ای برای این بازی با نام برخورد پادشاهان منتشر گردید که در ادامه و در سال ۲۰۰۶، دنبالهٔ دیگری با نام طوفان شمشیرها برای این مجموعه ارائه گردید.
بازی تاج و تخت، به بازیکنان اجازه می‌دهد تا با ادارهٔ چندین خانهٔ بزرگ از خاندان‌های مشهور، در زمینهٔ کنترل پادشاهی نقش عمده‌ای داشته باشند. خانوارهای قابل کنترل در این بازی عبارت هستند از خاندان لنیستر، خاندان گریجووی، خاندان استارک، خاندان براتیون و خاندان تایرل. پس از ارائه نسخهٔ برخورد پادشاهان یک خاندان جدید نیز با نام خاندان مارتل به این بازی اضافه گردید. بازیکنان، ارتش را هدف قرار می‌دهند و این کار به دلیل حصول اطمینان از حمایت در مناطق مختلف که هفت پادشاهی را تشکیل می‌دهد انجام می‌گیرد. چگونگی انجام این شیوه باعث می‌شود که حمایت کافی در زمینهٔ ادعا و تصاحب تخت آهنین را بدست آورید. مکانیک، اساس و پایهٔ این بازی بر پایهٔ دیپلماسی است، بخصوص در زمینهٔ سفارش دادن.

## نگارخانه

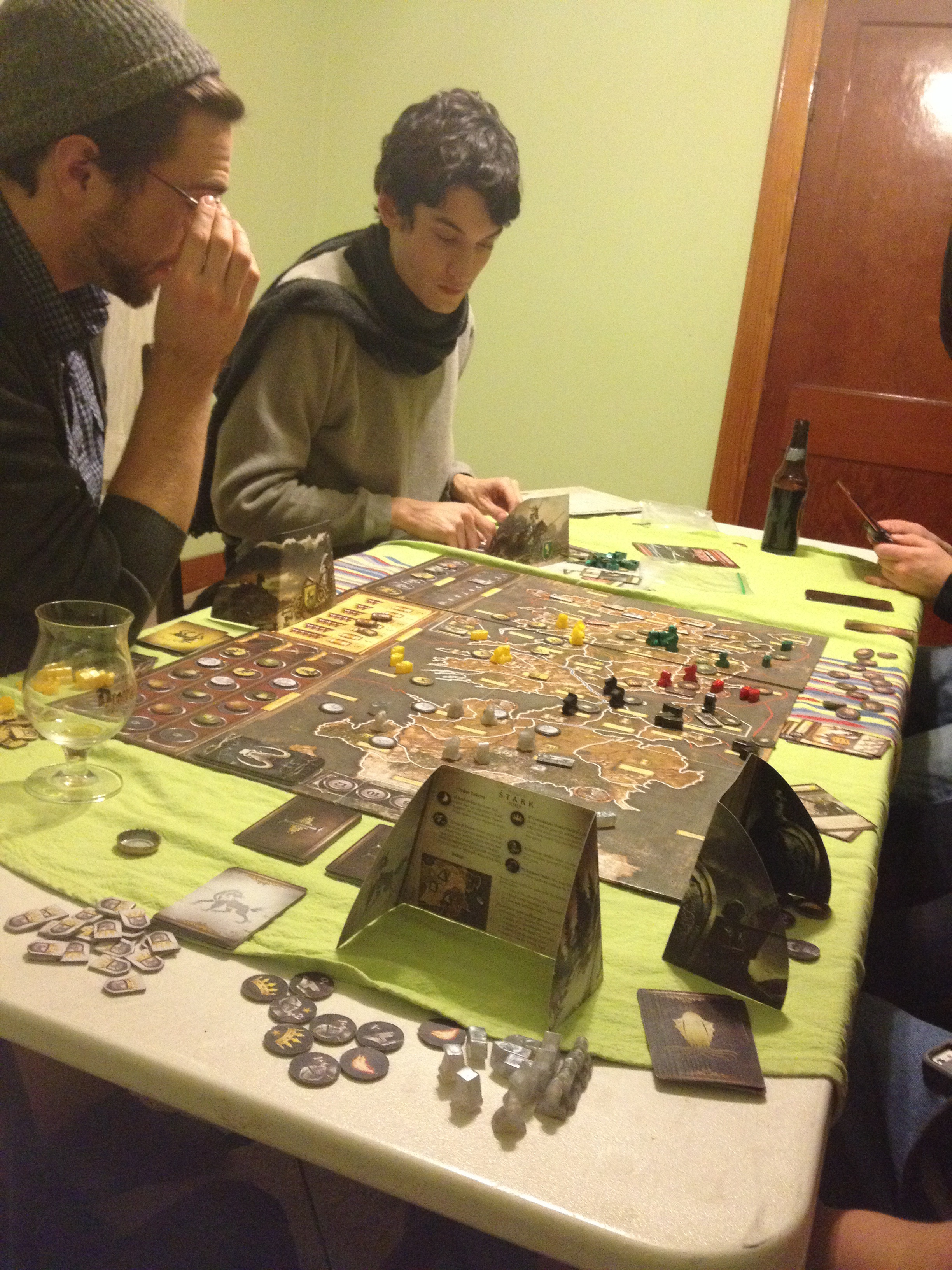